# 荻野吟子
荻野吟子（1851年4月4日—1913年6月23日）是日本第一位持证女医生。

## 生平
1867年，她通过包办婚姻与稲村貫一郎结婚。1870年，荻野吟子被丈夫傳染了淋病，很快就与丈夫离婚。离婚对她的生活产生了重大影响，因为她的家人替有一个患有性病而离婚的女儿感到羞耻。当时的离婚妇女在日本社会飽受歧視，而且感染淋病的妇女還會被视为妓女。
而且如果要去醫治淋病，還得去找男醫生。在這種情況下荻野吟子决定要成为一名医生，以帮助有类似情况的女性。在一篇论文中，她甚至提到了男性医生无法应对这种疾病，並强调女性医生的角色非常重要。
1873年，她移居東京都，並拜井上頼圀為師。1875年時入讀東京女子師範学校。1879年順利毕业。这一成就令人瞩目，因为学校74名女学生中只有15人畢業。 同年荻野入讀好寿院，成为该校第一位女学生。 
她於1882年毕业，並於1884年、1885年連續兩年參加医術開業試験。此后不久她在湯島三組町开设了産婦人科荻野医院。 同年，她成为日本第一位注册女医生。
1890年，荻野吟子嫁给了一位新教牧师志方之善。结婚后，她于1894年前往北海道，在那里她经营著一家医疗机构。
1906年，丈夫去世后荻野吟子回到东京，继续经营一家医院。
1913年，荻野吟子患上了胸膜炎，最終因脑溢血去世。墓地位於杂司谷灵园。